# Граф Болингброк

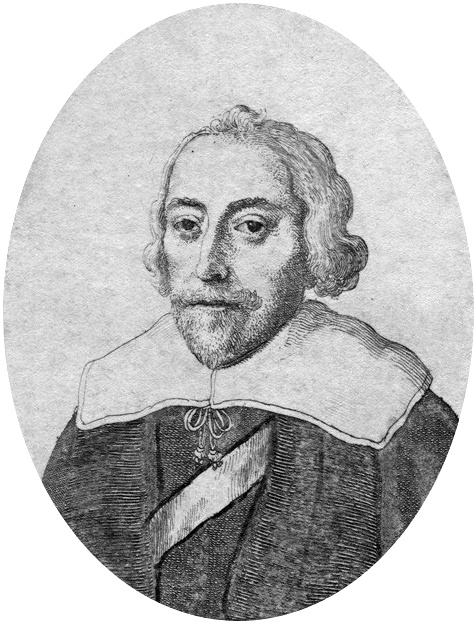
Оливер Сент-Джон,
1-й граф Болингброк (1580—1646).

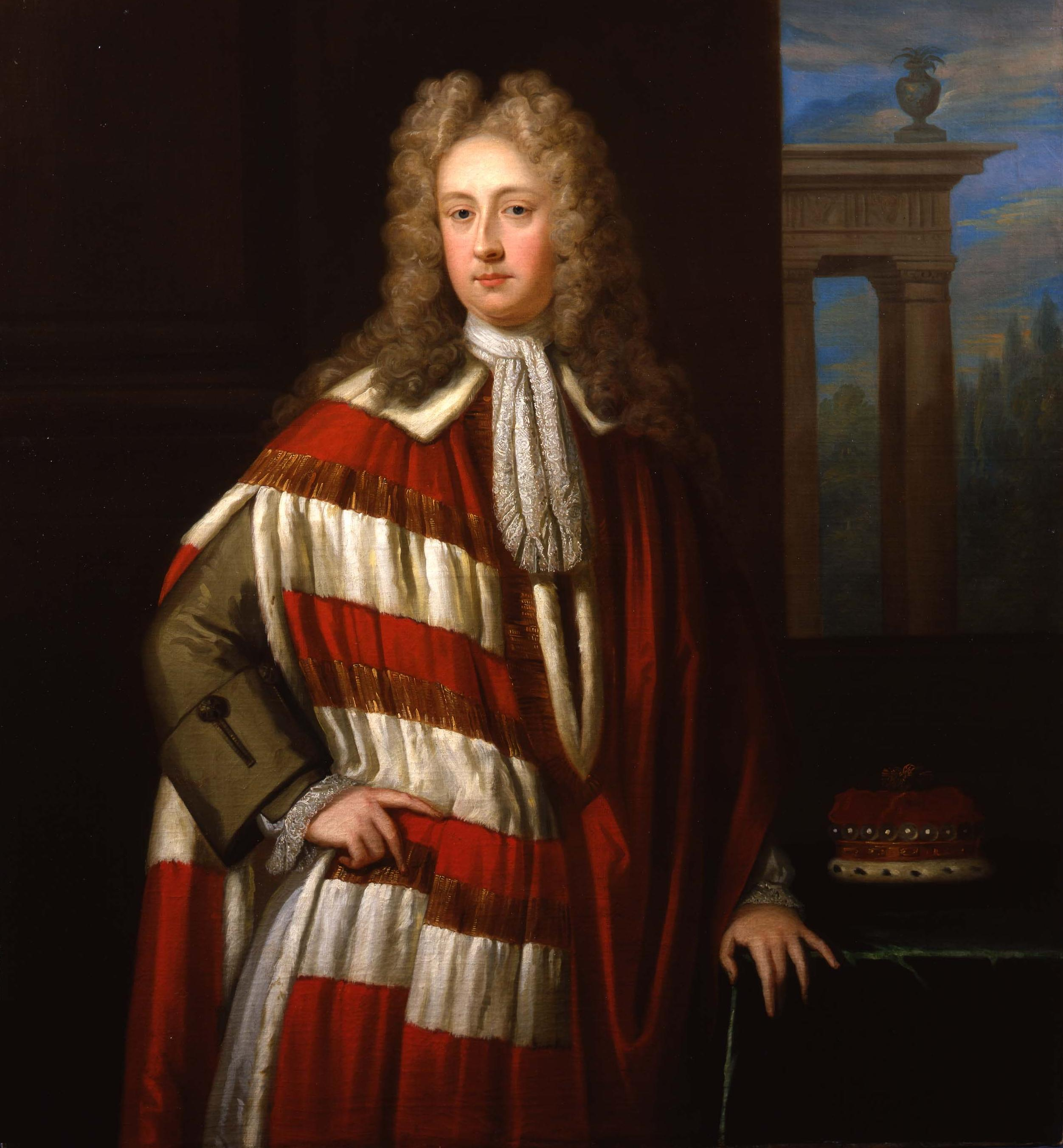
Генри Сент-Джон, 1-й виконт Болингброк (1678—1751)

 Граф Болингброк (англ. Earl of Bolingbroke) — дворянский титул, созданный дважды в британской истории, в системе пэрства Англии (1624) и системе Якобитского пэрства (1715).

## История
Титул графа Болингброка был создан 28 декабря 1624 года для Оливера Сент-Джона, 4-го барона Сент-Джона из Блетсо (ок. 1580 — 1646), старшего сына Оливера Сент-Джона, 3-го барона Сент-Джона из Блетсо (ок. 1540 — 1618). Оливер Сент-Джон заседал в Палате общин Англии от Бедфордшира (1597—1611), а также занимал должности лорда-лейтенанта Хантингдоншира (1619—1627, 1629—1636) и Бедфордшира (1639—1646). Его старший сын и наследник, Оливер Сент-Джон (1603—1642), в 1641 году был вызван в парламент в качестве 5-го барона Сент-Джона из Блетсо. Тем не менее, он скончался ещё при жизни отца (погиб в битве при Эджхилле в 1642 году). В 1646 году Оливеру Сент-Джону, 1-му графу Болингброку, наследовал его внук, Оливер Сент-Джон, 2-й граф Болингброк (1634—1688), который был сыном сэра Паулета Сент-Джона (1608—1638), младшего сына 1-го графа Болингброка. 2-й граф Болингброк скончался бездетным в 1688 году, и ему наследовал его младший брат, Паулет Сент-Джон, 3-й граф Болингброк (1634—1711). Он заседал в Палате общин Англии от Бедфорда (1663—1685). После смерти 5 октября 1711 года 3-го графа Болингброка, который никогда не был женат, графский титул прервался.
26 июля 1715 года «Старый претендент» пожаловал титул графа Болингброка Генри Сент-Джону, 1-му виконту Болингброку (1678—1751) — дальнему родственнику предыдущих носителей титула. Он заседал в Палате общин Великобритании от Вуттон-Бассета (1701—1707, 1707—1708, 1710) и Беркшира (1710—1712), а также занимал должности министра по военным делам (1704—1708), государственного секретаря Северного Департамента (1710—1713) и Южного Департамента (1713—1714), лорда-лейтенанта Эссекса (1712—1714). Титул не был признан британским правительством, хотя граф Болингброк вернулся из эмиграции, был помилован и ненадолго вернулся в Тайный совет (1750—1751). Он скончался 12 декабря 1751 года в возрасте 73 лет, после чего якобитский титул графа Болингброка также прервался. А титул виконта Болингброка унаследовал в 1751 году его племянник Фредерик Сент-Джон, 3-й виконт Сент-Джона (1732—1787).

## Графы Болингброк (1624)
- Оливер Сент-Джон, 1-й граф Болингброк, 4-й барон Сент-Джон из Блетсо[англ.] (ок. 1580 — июнь/июль 1646), старший сын Оливерс Сент-Джона, 3-го барона Сент-Джона из Блетсо (ок. 1540—1618),
  - Оливер Сент-Джон, 5-й барон Сент-Джон из Блетсо[англ.] (1603 — 23 октября 1642), старший сын предыдущего
- Оливер Сент-Джон, 2-й граф Болингброк, 6-й барон Сент-Джон из Блетсо[англ.] (до 1634 — 18 марта 1688), старший сын Паулета Сент-Джона (1608—1638), внук 1-го графа Болингброка
- Паулет Сент-Джон, 3-й граф Болингброк, 7-й барон Сент-Джон из Блетсо[англ.] (23 ноября 1634 — 5 октября 1711), младший брат предыдущего.

## Комментарии
1. ↑  Восьмиюродный племянник Оливера (2-го графа) и Паулета (3-го графа) — их ближайшими общими предками были сэр Оливер Сент-Джон[вд] (ум. 1437)[1] и Маргарет Бошан (впоследствии стала женой Джона Бофорта, 1-м герцога Сомерсета, и Лайонела Уэллса, 6-го барона Уэллса).